# Proceso de Poisson
En estadística y simulación, un proceso de Poisson, también conocido como ley de los sucesos raros, es un proceso estocástico de tiempo continuo que consiste en "contar" eventos raros (de ahí el nombre "sucesos raros") que ocurren a lo largo del tiempo. El tiempo entre cada par de eventos consecutivos tiene una distribución exponencial con parámetro λ; cada uno de tales tiempos es independiente del resto. Es llamado así por el matemático Siméon Denis Poisson (1781–1840). 

## Definición matemática
Un proceso Poisson con intensidad (o tasa) {\displaystyle \lambda \geq 0} es un proceso de contar en tiempo continuo {\displaystyle \lbrace N_{t},t\geq 0\rbrace }, donde {\displaystyle N_{t}} es una colección de variables aleatorias con las siguientes propiedades: 
1. {\displaystyle N(0)=0\,}.
2. Si {\displaystyle s\leq t}, entonces {\displaystyle N_{s}\leq N_{t}}.
3. Para todo {\displaystyle n>0\,} y {\displaystyle 0<t_{1}<t_{2}<...<t_{n}\,}, las variables aleatorias {\displaystyle N_{t_{1}},N_{t_{2}}-N_{t_{1}},...,N_{t_{n}}-N_{t_{n-1}}} son independientes.
4. Para toda {\displaystyle h>0\,} y {\displaystyle t\in \mathbb {R} \,^{+},N_{h}\,} y {\displaystyle N_{t+h}-N_{t}\,} tienen la misma distribución.
5. {\displaystyle P\lbrace N(h)=1\rbrace =\lambda h+o(h)\,}.
6. {\displaystyle P\lbrace N(h)\geq 2\rbrace =o(h)}.
Donde o(h) es una función tal que:
{\displaystyle \lim _{h\to 0}{o(h) \over h}=0}

## Interpretación intuitiva
{\displaystyle N_{t}} es el número de eventos que se han producido desde el instante cero hasta el instante {\displaystyle t}. Como en cualquier proceso estocástico, en el instante cero es una variable aleatoria; sin embargo, después del instante {\displaystyle t} es un dato.

## Propiedades
A partir de la definición, es posible demostrar que:
- Las variables aleatorias {\displaystyle N_{t}} tienen distribución Poisson con parámetro {\displaystyle \lambda t}.
- Si {\displaystyle T_{k}} denota el tiempo transcurrido desde el (k-1)-ésimo evento hasta el k-ésimo, entonces {\displaystyle T_{k}} es una variable aleatoria con distribución exponencial y parámetro {\displaystyle \lambda }.
- Si {\displaystyle S_{n}} denota el tiempo transcurrido desde el inicio del conteo hasta el n-ésimo evento, entonces {\displaystyle S_{n}} tiene distribución Gamma con parámetros {\displaystyle (n,\lambda )}.

## Aplicación en seguros
Una importante aplicación del proceso Poisson se encuentra en la probabilidad de ruina de una compañía aseguradora. El problema fue tratado formalmente por Filip Lundberg en su tesis doctoral en 1903. Posteriormente, Harald Cramér desarrolla las ideas de Lundberg y da lugar a lo que hoy se conoce como el proceso de ruina o modelo de Crámer-Lundberg.

## Procesos de Poisson no homogéneos
A menudo son más realistas los modelos basados en procesos de Poisson no homogéneos, en los que la tasa de llegadas es una función del parámetro de tiempo, λ(t). Formalmente esto significa que un proceso de Poisson no homogéneo es un proceso de contar que satisface:
1. {\displaystyle N(0)=0}
2. Los incrementos en intervalos ajenos son independientes. 
3. {\displaystyle P(N(t+h)-N(t)=1)=\lambda (t)h+o(h)}
4. {\displaystyle P(N(t+h)-N(t)>1)=o(h)}
Los tres métodos más conocidos de generación de un proceso de Poisson no homogéneo de este tipo se basan en la modificación de la escala de tiempo, en el condicionamiento y en una adaptación del método de rechazo.
Para procesos homogéneos hay una densidad media {\displaystyle \lambda }. Eso significa que la media de los sucesos en un intervalo de tiempo {\displaystyle t} es {\displaystyle \lambda /t}.
El tiempo entre dos sucesos de un proceso de Poisson con intensidad media {\displaystyle \lambda } es una variable aleatoria de distribución exponencial con parámetro {\displaystyle \lambda }.

## Aplicaciones
Se pueden modelar muchos fenómenos como un proceso de Poisson. El número de sucesos en un intervalo de tiempo dado es una variable aleatoria de distribución de Poisson donde {\displaystyle \lambda } es la media de números de sucesos en este intervalo. El tiempo hasta que ocurre el suceso número {\displaystyle k} en un proceso de Poisson de intensidad {\displaystyle \lambda } es una variable aleatoria con distribución gamma o (lo mismo) con distribución de Erlang con {\displaystyle \theta =1/\lambda }.
El ejemplo clásico de fenómenos muy bien descritos matemáticamente a través de un proceso Poisson fue el de los fallecimientos a causa de la patada de un caballo en el ejército de Prusia, según lo demostrado por Ladislaus Bortkiewicz en 1898. Este economista y estadístico polaco también analizó los datos de los suicidios infantiles conforme a este modelo.
El proceso de Poisson también se ha aplicado para los siguientes ejemplos:
- Número de accidentes de tránsito (o heridos/fallecidos) en una zona específica.
- Goles anotados en un partido de fútbol.[3]
- Solicitudes individuales de documentos en un servidor de Internet.[4]
- Emisión de partículas debido a la desintegración radiactiva de una sustancia inestable; en este caso el proceso de Poisson es no homogéneo de una manera predecible; la tasa de emisión declina conforme las partículas se emiten.[5]
- Potenciales de acción emitidos por una neurona.[6]
- L. F. Richardson demostró que el estallido de la guerra se presentó como un proceso de Poisson entre 1820 y 1850.[7]
- El conteo de fotones que llegan a un fotodiodo, en particular en ambientes con baja luminosidad; este fenómeno está relacionado con el llamado ruido de disparo.
- Las oportunidades para que las empresas ajusten los precios de nómina.[8]
- La llegada de innovaciones en investigación y desarrollo.[9]
- La solicitud de llamadas telefónicas en conmutadores.[10]
- En la teoría de colas (véase Agner Krarup Erlang), el número de llamadas entrantes en una central telefónica puede calcularse como un proceso de Poisson.
- La cantidad de clientes que entran a una tienda.
- El número de coches que pasan por una autopista.
- La llegada de personas a una fila de espera.
- La evolución de Internet en general (los cambios en las páginas, no las de Wikipedia en particular).[11]

## Proceso de Poisson compuesto
Un proceso de Poisson compuesto es un proceso estocástico que combina un proceso de Poisson con otra variable aleatoria independiente, de tal manera que para cada salto discontinuo del proceso de Poisson la otra variable asume un valor real. El modelo es muy usado para modelizar, por ejemplo, una cartera de seguros, en este modelizado las reclamaciones por daños a la aseguradora sigue un proceso de Poisson ordinario, pero la cuantía de la reclamación es una variable aleatoria adicional, de tal manera que el monto de las reclamaciones es un proceso de Poisson compuesto de la forma:

{\displaystyle S(t)=\sum _{k=1}^{N_{t}}X_{k}}